# Ford Köln
De Ford Köln was de Duitse variant op de Ford Model Y van het Amerikaanse automerk Ford. De naam van deze wagen verwijst naar de stad waar hij werd geassembleerd, Keulen. De wagen wordt beschouwd als een vroege voorloper van de Ford Transit die in de jaren 50 op de markt kwam. 
Door de grote concurrentie van Opel, DKW en Adler werd de wagen nooit een groot succes. 